# Колудрје
Колудрје (словен. Koludrje) је насељено место у општини Севница, Посавска регија, Словенија.

## Историја
До територијалне реорганизације у Словенији било је у саставу старе општине Севница.

## Становништво
У попису становништва из 2011. године, Колудрје је имало 49 становника.
| Број становника према пописима | Број становника према пописима | Број становника према пописима |
| ------------------------------ | ------------------------------ | ------------------------------ |
| 1991                           | 2002                           | 2011                           |
| 96                             | 42                             | 49                             |

Напомена: Године 1998. смањен за део насеља који је проглашен за ново самостално насеље Хиње.